# Jiangyuan
Jiangyuan är ett stadsdistrikt i Baishan i Jilin-provinsen i nordöstra Kina.